# Liste der Baudenkmäler in Miltach
Auf dieser Seite sind die Baudenkmäler in der Oberpfälzer Gemeinde Miltach zusammengestellt. Diese Tabelle ist eine Teilliste der Liste der Baudenkmäler in Bayern. Grundlage ist die Bayerische Denkmalliste, die auf Basis des Bayerischen Denkmalschutzgesetzes vom 1. Oktober 1973 erstmals erstellt wurde und seither durch das Bayerische Landesamt für Denkmalpflege geführt wird. Die folgenden Angaben ersetzen nicht die rechtsverbindliche Auskunft der Denkmalschutzbehörde.

## Baudenkmäler nach Ortsteilen

### Miltach
| Lage                                              | Objekt                                      | Beschreibung | Akten-Nr.    | Bild                          |
| ------------------------------------------------- | ------------------------------------------- | --- | ------------ | ----------------------------- |
| Chamer Straße 9 (Standort)                        | Schloss                                     | Zweigeschossiger Walmdachbau mit Portal, barock, spätes 17. Jahrhundert, Mitte 18. Jahrhundert um vier Achsen nach Norden erweitert | D-3-72-143-1 | weitere Bilder                |
| Chamer Straße 15 (Standort)                       | Ehemaliges Wirtschaftsgebäude des Schlosses | Lang gestreckter zweigeschossiger Walmdachbau, 18. Jahrhundert | D-3-72-143-2 | BW                            |
| Heidering (Standort)                              | Katholische Kapelle Mariahilf               | Giebelständiger Saalbau mit Walmdach und eingezogener Apsis, bezeichnet mit 1780, mit Ausstattung | D-3-72-143-4 | Katholische Kapelle Mariahilf |
| Kirchplatz 3; Kirchgasse; Kirchgasse 1 (Standort) | Katholische Pfarrkirche St. Martin          | Polygonalchor, Bruchstein und Quader, Granit, spätgotisch, Turm mit achteckigem Glockengeschoss, Pilastergliederung und Zwiebelhaube, barock, 18. Jahrhundert, Langhaus modern; mit Ausstattung; Friedhofskapelle, traufständiger Satteldachbau mit halbrunder eingezogener Apsis, 1721, im Kern mittelalterlich; Reste der Friedhofbefestigung, Quader- und Bruchsteinmauer in Granit, mittelalterlich | D-3-72-143-3 | weitere Bilder                |

### Altrandsberg
| Lage                               | Objekt          | Beschreibung | Akten-Nr.     | Bild           |
| ---------------------------------- | --------------- | --- | ------------- | -------------- |
| Blumenweg 2 (Standort)             | Waldlerhaus     | Zweigeschossiger und traufständiger Flachsatteldachbau mit Blockbau-Obergeschoss, 1. Hälfte 19. Jahrhundert | D-3-72-143-6  | BW             |
| Dorfstraße 11 (Standort)           | Waldlerhaus     | Eingeschossiger und traufständiger verputzter Flachsatteldachbau mit Blockbau-Kniestock und Giebelschrot, 1. Hälfte 19. Jahrhundert | D-3-72-143-7  | BW             |
| Neurandsberger Straße 3 (Standort) | Waldlerhaus     | Zweigeschossiger und traufständiger Flachsatteldachbau mit Blockbau-Obergeschoss, 1. Hälfte 19. Jahrhundert | D-3-72-143-8  | BW             |
| Neurandsberger Straße 6 (Standort) | Waldlerhaus     | Eingeschossiger und traufständiger Flachsatteldachbau mit Blockbau-Kniestock und Giebelschrot, bezeichnet mit 1772 | D-3-72-143-9  | BW             |
| Schloßplatz 1 (Standort)           | Brauereigasthof | Zweigeschossiger und traufständiger Flachsatteldachbau mit Blockbau-Kniestock, im Kern 17./18. Jahrhundert, Umbauten wohl um 1870/80; Hoftor, mit Segmentbogendurchfahrt, seitlich Korbbogennische, im Kern wohl barock, Umgestaltung um 1870/80 | D-3-72-143-10 | BW             |
| Schloßplatz 4 (Standort)           | Waldlerhaus     | Zweigeschossiger und traufständiger Flachsatteldachbau mit Blockbau-Obergeschoss, Mitte 19. Jahrhundert | D-3-72-143-11 | BW             |
| Schloßweg 1; Schloßweg (Standort)  | Schloss         | Zweigeschossige Vierflügelanlage um trapezförmigen Innenhof mit gewölbter Tordurchfahrt und teilweise schindelgedecktem Walm- und Satteldächern, im 17. Jahrhundert unter Einbeziehung von Teilen der mittelalterlichen Wehrmauerabschnitte, des Bergfrieds und des Palas ausgebaut, Erneuerungen und Umbauten nach Bränden im 16./17. Jahrhundert, Westflügel 1950 weitgehend neugebaut, 1895–1973 Nutzung als Gemeindekanzlei und Schule, Im Südflügel ehemalige Schlosskapelle St. Michael mit verschindeltem Zwiebeldachreiter, ursprünglich rippengewölbt, in der 1. Hälfte 18. Jahrhundert umgestaltet und in den 1930er Jahren als Filialkirche erweitert; mit Ausstattung; Reste der Befestigungsanlage, Bruchsteinmauerwerk, Granit; Schlosstor, Rundbogen mit Keilstein und Kämpfern, bezeichnet mit 1853 | D-3-72-143-12 | weitere Bilder |
| Wolfersdorfer Straße 4 (Standort)  | Wohnhaus        | Asymmetrischer und zweigeschossiger Satteldachbau mit hohem Kellergeschoss, Bruchsteinsockel und Altane, in anthroposophischer Kunstauffassung, nach 1928 von Weirather aus Dresden. | D-3-72-143-13 | BW             |
| Wolfersdorfer Straße 5 (Standort)  | Wohnhaus        | Asymmetrischer und zweigeschossiger Walmdachbau mit hohem Kellergeschoss, Bruchsteinsockel und bewegter Dachgestaltung, in anthroposophischer Kunstauffassung, nach 1928 von Weirather aus Dresden. | D-3-72-143-14 | BW             |

### Heitzelsberg
| Lage                        | Objekt                              | Beschreibung                                                                                       | Akten-Nr.     | Bild |
| --------------------------- | ----------------------------------- | -------------------------------------------------------------------------------------------------- | ------------- | ---- |
| Anzenberger Feld (Standort) | Steinfigur hl. Johannes von Nepomuk | Auf hohem geschweiftem Sockel mit Reliefs, Granit, spätbarock, bezeichnet mit 1736, renoviert 1919 | D-3-72-143-16 | BW   |
| Heitzelsberg 7 (Standort)   | Zugehöriger Getreidekasten          | Traufständiger Satteldachbau mit Granitquadersockel und Blockbau-Obergeschoss, bezeichnet mit 1794 | D-3-72-143-15 | BW   |

### Linden
| Lage                | Objekt        | Beschreibung                                                                                      | Akten-Nr.     | Bild |
| ------------------- | ------------- | ------------------------------------------------------------------------------------------------- | ------------- | ---- |
| Linden 7 (Standort) | Wohnstallhaus | Zweigeschossiger und traufständiger Satteldachbau mit Blockbau-Obergeschoss, wohl 18. Jahrhundert | D-3-72-143-24 | BW   |

### Schwarzenbühl
| Lage                       | Objekt                     | Beschreibung | Akten-Nr.     | Bild |
| -------------------------- | -------------------------- | --- | ------------- | ---- |
| Schwarzenbühl 2 (Standort) | Ehemaliges Kleinbauernhaus | Eingeschossiger und traufständiger Massivbau mit Flachsatteldach, 18./19. Jahrhundert                                                                          | D-3-72-143-20 | BW   |
| Schwarzenbühl 3 (Standort) | Ehemaliges „Jägerhäusl“    | Zweigeschossiger Bau mit hohem Walmdach und verblattetem Dachstuhl, Vorder- und Rückseite mit Halbsäulen-Portalen, barock, im Kern wohl spätes 17. Jahrhundert | D-3-72-143-23 | BW   |